# Barbie Fairytopia: Mermaidia
Série Barbie
Barbie et le Cheval magique
(2005) Le Journal de Barbie
(2006)
Série Barbie Fairytopia
Barbie Fairytopia
(2005) Barbie Fairytopia : Magie de l'arc-en-ciel
(2007)
Pour plus de détails, voir Fiche technique et Distribution.
Barbie Fairytopia: Mermaidia est le 7e long-métrage d'animation qui met en scène le personnage de Barbie, ainsi que le deuxième film de la série Fairytopia après Barbie : Fairytopia. Le film est sorti en DVD le 4 avril 2006 et a été réalisé par Walter P. Martishius et William Lau.

## Synopsis
Avec l'aide de la sirène Nori, Elina (Barbie) tente de sauver son ami, le prince Nalu, kidnappé par la cruelle Laverna, car celui-ci détient une information qui pourrait faire d'elle la fée la plus puissante de Fairytopia.

## Fiche technique
- Titre original : Barbie Fairytopia: Mermaidia
- Réalisation : Walter P. Martishius et William Lau
- Scénario : Elise Allen
- Direction artistique : Walter P. Martishius
- Musique : Eric Colvin
- Production : Luke Carroll ; Kim Dent Wilder et Rob Hudnut  (exécutifs)
- Société de production : Mattel Entertainment, Mainframe Entertainment
- Société de distribution : Christal Films Distribution
- Pays de production : États-Unis, Canada
- Langue d'origine : anglais
- Format : couleur - son stéréo
- Genre : Film d'animation
- Durée : 75 minutes
- Date de sortie : 
  - États-Unis : 14 mars 2006
  - France : 4 avril 2006[2]

Sources : Générique du DVD, IMDb

## Distribution
| - Kelly Sheridan : Elina - Tabitha St. Germain : Dandelion / petite sirène - Kathleen Barr : Laverna - Chiara Zanni : Nori - Nicole Oliver : Shellie / Delphine - Alessandro Juliani : Nalu - Venus Terzo : Azura / Fée des mers mauve - Brittney Wilson : Fée des mers jaune - Teryl Rothery : Fée des mers rose - Andrea Libman : Papillon des mers - Pam Hyatt : le poisson sage - Blu Mankuma : Deep Bibble - Raphael Wagner : Opera Bibble - Christopher Gaze : Fungus Maximus - Lee Tockar : Bibble / Fungus #1 / Fungus #2 | - Michèle Lituac : Elina - Sarah Marot : Dandelion - Sylvie Genty : Laverna - Françoise Rigal : Nori - Marion Game : Shellie / Delphine - Paolo Domingo : Nalu - Solange Boulanger : Azura - Marie Millet : Fée des mers mauve / petite sirène - Catherine Desplaces : Fée des mers jaune - Blanche Ravalec : Fée des mers rose - Chantal Macé : Papillon des mers - Marie-Martine : le poisson sage - Michel Dodane : Deep Bibble - Roland Timsit : Fungus Maximus - Marc Bretonnière : Fungus #1 / Fungus #2 |

Source : Générique du DVD

## Autour du film
Créée en 1959, la poupée Barbie est à l'origine de nombreux produits dérivés. Elle a également inspiré plusieurs films. Succédant à Barbie Fairytopia, Barbie Mermaidia est sorti la même année que Le Journal de Barbie et Barbie au bal des douze princesses.
Le film a fait l'objet d'une adaptation en jeu interactif sur DVD : Barbie Fairytopia : Mermaidia Magical Adventure DVD Game.